# تشارلي هيغسون
تشارلز موراي هيغسون (بالإنجليزية: Charles Murray Higson)‏ هو ممثل وكاتب وكوميدي ومغني بريطاني ولد بتاريخ 3 يوليو 1958 في سومرسيت.

## كتبه
من بين كتبه العدو والموتى.

## وصلات
تشارلي هيغسون على موقع IMDb (الإنجليزية)
- تشارلي هيغسون على موقع ألو سيني (الفرنسية)
- تشارلي هيغسون على موقع ميوزك برينز (الإنجليزية)
- تشارلي هيغسون على موقع أول موفي (الإنجليزية)
- تشارلي هيغسون على موقع ديسكوغز (الإنجليزية)
- تشارلي هيغسون على موقع قاعدة بيانات الفيلم (الإنجليزية)
- تشارلي هيغسون على موقع كينوبويسك (الروسية)